# 喀拉苏乡 (莎车县)
喀拉苏乡，是中华人民共和国新疆维吾尔自治区喀什地区莎车县下辖的一个乡镇级行政单位。

## 行政区划
喀拉苏乡下辖以下地区：
夏普图鲁克村、库勒阿格孜村、央都玛村、阿恰贝希村、吐格艾来木村、买德热斯村、托万吾斯塘村、吐格曼贝西村、阔什阿瓦提村、英阿瓦提村、阿怕铁热木村和博瓦希村。